# Bilivka, Kazanka
Bilivka (în ucraineană Білівка) este un sat în comuna Dmîtro-Bilivka din raionul Kazanka, regiunea Mîkolaiiv, Ucraina.

## Demografie
Componența lingvistică a localității Bilivka
     Ucraineană (87,63%)
     Română (5,15%)
     Rusă (4,12%)
     Belarusă (2,06%)
Conform recensământului din 2001, majoritatea populației localității Bilivka era vorbitoare de ucraineană (87,63%), existând în minoritate și vorbitori de română (5,15%), rusă (4,12%) și belarusă (2,06%).